# Jindřich Haugwitz
Jindřich Haugwitz (německy Heinrich von Haugwitz, 1901, Osová – 1966, Vídeň) byl český šlechtic z rodu Haugviců.

## Život

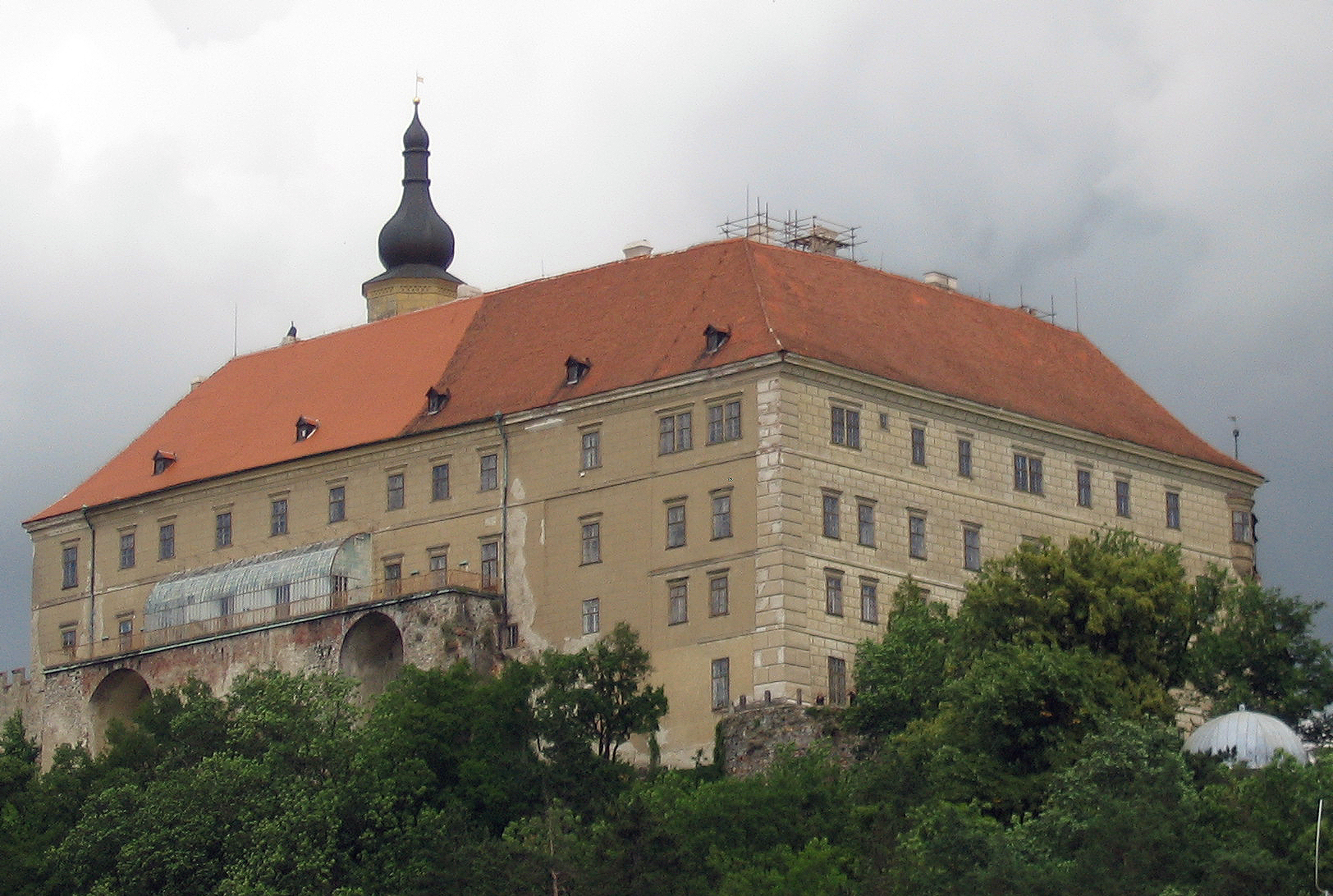
Zámek Náměšť nad Oslavou

Ve Vídni studoval zemědělství a lesnictví. Studium nedokončil, protože po smrti strýce převzal správu majetku v Náměšti nad Oslavou.
V roce 1930 se přihlásil k české národnosti a angažoval se různých spolcích a za války podporoval rodiny, které strádaly pod německou nacistickou nadvládou. Finančně podporoval ženy mužů, kteří byli popraveni okupační správou. Na zámku schovával archiv tělovýchovné jednoty Sokolů. Krátce před koncem války odcestovala rodina na zámek Blatná. Zde byla po kapitulaci Německa rodina revoluční gardou vyhnána ze zámku.
Manželka Jindřicha Haugwitze byla s dětmi internována v internačním táboře a on sám byl zatčen a odvezen do Náměšti k soudu. Byl odsouzen k nuceným pracím a po doložení činnosti proti nacistickému režimu byl propuštěn. Jeho manželka s dětmi byla s pomocí amerického důstojníka propuštěna a odcestovala do města Strobl v Rakousku. Zde se po několika měsících sešla s manželem.